# В пролёте
«В пролёте» (англ. Forgetting Sarah Marshall — «Забывая Сару Маршалл») — фильм режиссёра Николаса Столлера. Романтическая комедия, вышла в 2008 году в США. Большая часть фильма снималась на курорте под названием «Turtle Bay Resort», расположенном на Гавайях.

## Сюжет
Главный герой, композитор Питер Бреттер (Джейсон Сигел) просто обожает свою девушку Сару Маршалл (Кристен Белл), которая является телевизионной звездой и снимается в сериале «Место преступления» с актёром Уильямом Болдуином. Сам Питер также работает в сериале композитором. В один день Сара сообщает ему, что у неё есть другой, тем самым разбивая ему сердце.
После расставания с Сарой Питер пытается утешить горе, занимаясь сексом с незнакомками, но и это не помогает ему. По совету его сводного брата (Билл Хейдер), Питер решается на поездку в Гавайи. На одном из курортов он встречает Сару с её новым бойфрендом — метросексуалом и британской рок-звездой Альдусом Сноу (Рассел Бренд). Из сочувствствия, Рейчел Дженсен (Мила Кунис), которая работает в отеле регистратором, отдаёт Питеру бронированный номер люкс, с условием, что он будет убирать за собой сам.
Питер начинает свой отдых. Каждый день он начинает с алкоголя и каждый день встречает Сару с Альдусом. Иногда он заходит в сеть и общается со своим сводным братом, который со своей женой рекомендует забыть Сару и завести новых друзей. Питер рассказывает им про Рейчел, и они предлагают пригласить её на свидание. Долго не решаясь, Питер наконец подходит к Рейчел, но та предлагает сходить на вечеринку. На этой вечеринке она встречает бывшего парня, из-за которого она и попала на Гавайи, даже не получив образования. В баре Питер заходит в туалет и обнаруживает фотографию Рейчел топлес. Она отвечает, что знает, и будь её воля, она бы уже давно сняла её, но хозяин заведения не разрешает.
Питер начинает понемногу дружить с Альдусом, но снова злится на него, когда узнает, что Сара спит с ним уже год. Далее Сара объясняет Питеру, что уже не могла быть с ним, потому, что он стал неким ленивцем и целую неделю даже не выходил из дому. Она пыталась что-либо сделать, но ничего не помогало, и она сдалась.
Саре сообщают, что сериал закрывают, плюс ко всему Альдус становится невыносимым, и она всё больше замечает Питера и Рейчел вместе, что заставляет её задуматься, правильно ли она поступила бросив Питера. Встретившись в кафе, Сара принимает приглашение Питера присоединиться к ним с Рейчел за столик. Сара в свою очередь была со своим бойфрендом. За столиком обе пары сильно напиваются, и Альдус утверждает, что может затащить в постель любую женщину, что угнетает Сару. Рейчел же откровенно целует Питера.
После ужина, они расходятся по номерам, которые находятся через стену. Сара слышит как Питер и Рейчел занимаются сексом и просит Альдуса заняться этим с нею. Она начинает громко кричать и имитировать оргазм, чтобы насолить бывшему. Альдус это понимает и, обменявшись ругательствами, решает расстаться с ней. В это время Питер говорит Рейчел, что ему нравится проводить с ней время.
Питер становится счастливее и перестаёт пить. В холле он встречает Альдуса, который собрался уезжать обратно в Англию, без Сары. Узнав, что они расстались, Питер спешит успокоить Сару, которая признаётся что ещё любит его, и пытается восстановить их роман. После неудачного орального секса Питер выдаёт ей, что она разбила ему сердце так, что у него даже член на неё не встаёт.
Он понимает, что теперь он любит Рейчел, и рассказывает ей обо всём случившемся. В ответ она послала его и попросила больше не звонить ей. Питер уходит в бар и в туалете срывает её фотографию с обнажённой грудью. Хозяин бара избивает его, дабы забрать фотографию, но Питер выдерживает все удары и, вернувшись в отель, кладёт перед Рейчел эту её фотографию.
Питер улетает домой и, вернувшись, в скорби начинает писать музыку. Поскольку сериал «Место преступления» был закрыт, он также потерял работу. Это сподвигает его вернуться к работе над рок-оперой о Дракуле под названием «Вкус любви». После трёх лет работы его постановка выходит в свет, и Питер приглашает Рейчел на премьерный показ. Рейчел соглашается и после показа решает зайти к нему в раздевалку, где Питер голый. Она говорит ему, что очень скучала, счастливый Питер отвечает ей, что тоже скучал, и они целуются.
В титрах показывают выход нового сериала с Сарой Маршалл под названием «Животные инстинкты».

## В ролях
- Джейсон Сигел — Питер Бреттер
- Кристен Белл — Сара Маршалл
- Мила Кунис — Рейчел Дженсен
- Рассел Брэнд — Альдус Сноу
- Билл Хадер — Брайн Бреттер
- Лиз Каковски — Лиз Бреттер
- Мария Тэйер — Виона Ходж
- Джек МакБрайер — Дэралд Ходж
- Джона Хилл — Мэтью Ван Дер Вик
- Пол Радд — Чак / Коону
- Джейсон Бейтман — Детектив сериала «Животный Инстинкт»
- Уильям Болдуин — играет себя / Детектив Хантер Раш
- Джулианн Бюшер — Ангел

## Саундтрек
Саундтрек фильма «В пролёте» вышел 22 апреля 2008 года.
| №   | Название                                                                        | Длительность |
| --- | ------------------------------------------------------------------------------- | ------------ |
| 1.  | «Love You Madly» (Cake)                                                         | 3:58         |
| 2.  | «We’ve Got to Do Something» (Infant Sorrow)                                     | 3:33         |
| 3.  | «You Can’t Break a Heart and Have It» (Black Francis)                           | 2:37         |
| 4.  | «Get Me Away From Here, I’m Dying» (Belle & Sebastian)                          | 3:25         |
| 5.  | «More Than Words» (Aloha Sex Juice)                                             | 3:12         |
| 6.  | «Dracula’s Lament» (Джейсон Сигел)                                              | 1:23         |
| 7.  | «Inside of You» (Infant Sorrow)                                                 | 2:50         |
| 8.  | «Fucking Boyfriend» (The Bird and the Bee)                                      | 3:14         |
| 9.  | «Intensified '68 (Music Like Dirt)» (Desmond Dekker)                            | 2:43         |
| 10. | «Nothing Compares 2 U» (The Coconutz, a cover version translated into Hawaiian) | 5:58         |
| 11. | «Baby» (Os Mutantes)                                                            | 3:37         |
| 12. | «These Boots Are Made for Walkin'» (The Coconutz)                               | 2:52         |
| 13. | «A Taste for Love» (Forgetting Sarah Marshall Cast)                             | 2:04         |
| 14. | «The Secret Sun» (Jesse Harris)                                                 | 3:45         |
| 15. | «Everybody Hurts» (The Coconutz)                                                | 6:03         |
| 16. | «Animal Instincts» (The Transcenders featuring J7 D’Star)                       | 1:14         |

## Сборы
Бюджет фильма составил 30 млн. $. В прокате с 18 апреля по 10 июля 2008, наибольшее число показов в 2,872 кинотеатрах единовременно. За время проката собрал в мире 105,173,115 $ из них 63,172,463 $ в США и $42,000,652 $ в остальном мире. В странах СНГ фильм показывался с 24 апреля по 31 июля 2008 года и собрал 1,836,848 $.